# Fany Lecourtois
Fany Lecourtois (La Trinité-du-Mont, Sena Marítim, 10 de febrer de 1992) va ser una ciclista francesa, professional del 1998 al 2002.

## Palmarès
- 1999
  - 1a al Trofeu Alfredo Binda
- 2000
  - Vencedora d'una etapa a l'Emakumeen Euskal Bira
- 2001
  - Vencedora d'una etapa a la Volta a Castella i Lleó